# Brian Taylor (regista)
Brian Taylor (New York City, ...) è un regista, sceneggiatore e produttore cinematografico statunitense.
È conosciuto per dirigere pellicole cinematografiche insieme a Mark Neveldine. Tra i successi del duo i film Crank, Crank: High Voltage, Gamer e Ghost Rider - Spirito di vendetta.

## Biografia
Nel 2006 scrive e dirige insieme al socio Mark Neveldine il film Crank con Jason Statham e Amy Smart. La pellicola diventa un piccolo cult, tanto da spingere il duo a girarne un sequel nel 2009 dal titolo Crank: High Voltage. Nel 2008 Taylor e Neveldine scrivono e producono Pathology; nel 2009 il duo di registi scrive e dirige Gamer con Gerard Butler, Michael C. Hall e Logan Lerman. Il duo di registi viene messo sotto contratto per scrivere e dirigere il film Jonah Hex, tratto dall'omonimo personaggio dei fumetti DC Comics; a causa di divergenze creative, il duo abbandona la produzione del film che verrà diretto da Jimmy Hayward. Nonostante le pesanti modifiche, il duo riceve comunque i credits come sceneggiatori del film.
Successivamente i due vengono scelti per dirigere Ghost Rider - Spirito di vendetta, previsto per il 2012: il film è il sequel di Ghost Rider (2007), con Nicolas Cage e tratto dall'omonimo fumetto della Marvel. Nel febbraio 2012, stando a quanto trapelato online, ha firmato un accordo con la Sony Pictures per scrivere e dirigere un adattamento del videogioco Twisted Metal. Il film sarà prodotto da Avi e Ari Arad. Per Taylor si tratterà del primo film girato senza il collega Mark Neveldine.

## Filmografia parziale

### Regista
- Crank (2006)
- Crank: High Voltage (2009)
- Gamer (2009)
- Ghost Rider - Spirito di vendetta (2012)
- Happy! - serie TV (2017)
- Mom and Dad (2017)
- Hellboy - L'uomo deforme (2024)

### Sceneggiatore
- Crank (2006)
- Pathology (2008)
- Crank: High Voltage (2009)
- Gamer (2009)
- Jonah Hex (2010)
- Happy! - serie TV (2017)
- Mom and Dad (2017)
- Hellboy - L'uomo deforme (2024)

### Produttore
- Pathology (2008)
- Crank: High Voltage (2009)
- Gamer (2009)
- Happy! - serie TV (2017)